# Trichodura recta
Trichodura recta är en tvåvingeart som beskrevs av Ignaz Rudolph Schiner 1868. Trichodura recta ingår i släktet Trichodura och familjen parasitflugor. Inga underarter finns listade i Catalogue of Life.